# The Single File
《The Single File》은 잉글랜드의 음악가 케이트 부시의 비디오 컴필레이션 및 박스 세트 이름이다. 비디오 컴필레이션 음반은 1983년에 발매되었으며, 부시의 첫 12개의 비디오가 담겨 있다. 그 이후 나온 《The Single File 1978~1983》에는 부시가 발매했던 13개의 싱글과 EP가 들어있다.

## 비디오
《The Single File》은 1983년에 발매된 케이트 부시의 비디오 컴필레이션이다. 부시가 발매하는 두 번째 비디오이다. VHS, 베타 맥스와 후에는 레이저디스크로 일본에서 발매됐다. 영국 버전의 〈Wuthering Heights〉와 오리지널 〈Wow〉가 실려 있다.

### 트랙 리스트
1. "Wuthering Heights" - 4:30
2. "The Man with the Child in His Eyes" - 2:49
3. "Hammer Horror" - 4:11
4. "Wow" - 3:47
5. "Them Heavy People" - 4:05
6. "Breathing" - 4:52
7. "Babooshka" - 3:30
8. "Army Dreamers" - 3:16
9. "Sat in Your Lap" - 3:32
10. "The Dreaming" - 4:06
11. "Suspended in Gaffa" - 4:00
12. "There Goes a Tenner" - 3:23

## 박스 세트
《The Single File 1978~1983》은 1984년 1월 23일 발매된 박스 세트로 LP로만 출시되었다. 박스 세트에는 부시의 7인치 싱글과 싱글의 B사이드, 그리고 라이브 EP 《On Stage》가 담겨 있다. 영국에서 발매된 부시의 싱글을 모아놓았으며, 유럽에서 발매된 〈Suspended in Gaffa〉와 아일랜드에서 발매된 〈Night of the Swallow〉는 박스 세트에 들지 않았으며, 〈Ne t'enfuis pas (remix)〉는 포함되었다. 박스 세트에는 가사집도 들어 있다.

### 트랙 리스트
디스크 1 (Wuthering Heights)
1. "Wuthering Heights"
2. "Kite"

디스크 2 (The Man with the Child in His Eyes)
1. "The Man with the Child in His Eyes"
2. "Moving"

디스크 3 (Hammer Horror)
1. "Hammer Horror"
2. "Coffee Homeground"

디스크 4 (Wow)
1. "Wow"
2. "Fullhouse"

디스크 5 (Kate Bush on Stage)
1. "Them Heavy People"
2. "Don't Push Your Foot on the Heartbrake"
3. "James and the Cold Gun"
4. "L'Amour Looks Something Like You"

디스크 6 (Breathing)
1. "Breathing"
2. "The Empty Bullring"

디스크 7 (Babooshka)
1. "Babooshka"
2. "Ran Tan Waltz"

디스크 8 (Army Dreamers)
1. "Army Dreamers"
2. "Delius"
3. "Passing Through Air"

디스크 9 (December Will Be Magic Again)
1. "December Will Be Magic Again"
2. "Warm And Soothing"

디스크 10 (Sat in Your Lap)
1. "Sat in Your Lap"
2. "Lord of the Reedy River"

디스크 11 (The Dreaming)
1. "The Dreaming"
2. "Dreamtime (Instrumental)"

디스크 12 (There Goes a Tenner)
1. "There Goes a Tenner"
2. "Ne t'enfuis pas"

디스크 13 (Ne t'enfuis pas)
1. "Ne t'enfuis pas (remix)"
2. "Un baiser d'enfant"

## 차트
| 차트 (1984-1986)             | 최고 순위 |
| ---------------------------- | --------- |
| 영국 뮤직 비디오 (MRIB)      | 1         |
| 영국 뮤직 비디오 (뮤직 위크) | 4         |